# La rada
la rada, spazio per l'arte contemporanea ist ein 1996 von Tina Stolz in Locarno gegründeter gemeinnütziger Kulturraum, der auf zeitgenössische Kunst spezialisiert ist. Er bietet genreübergreifender Ausstellungen aktueller Kunst, Klang und Performance und fördert junges sowie etabliertes Kunstgeschehen im Tessin un den Austausch zwischen Schweizer und internationalen Künstlern und Künstlerinnen.

## Räumlichkeiten und Programm
la rada befindet sich in einem ehemaligen Industriegebäude nahe dem Zentrum von Locarno. Die Räumlichkeiten umfassen einen großzügigen Hauptraum, der flexibel für Ausstellungen, Performances, Konzerte und Workshops genutzt wird, sowie kleinere Nebenräume für Projektionen, Treffen und Archive. Die offene Architektur ermöglicht vielfältige Nutzungen und fördert die Interaktion zwischen Kunstschaffenden und Publikum. In einer Region ohne klassische Kunsthalle übernimmt la Rada eine Schlüsselrolle für die Förderung junger und aufstrebender Kunst.
la rada versteht sich als offener Ort für künstlerische Selbstorganisation, wie Sarah Merten in ihrer Analyse der Schweizer Off-Szene hervorhebt: Hier werden kollektive Arbeitsweisen, flache Hierarchien und ein bewusstes Austarieren zwischen Professionalität und Prekarität gelebt.  Das Programm umfasst Ausstellungen zeitgenössischer Kunst, Performances, Literaturveranstaltungen, Musik und Workshops. La Rada ist bekannt für experimentelle und interdisziplinäre Formate und versteht sich als Ort künstlerischer Selbstorganisation mit flachen Hierarchien und kollektiven Arbeitsweisen der ein bewusstes Austarieren zwischen Professionalität und Prekarität praktiziert (vgl. Sarah Merten).

## Aktuelles Team
Seit 2022 besteht das Team vonla rada aus den Vorstandsmitgliedern Alessio Binda (Co-Präsident), Geo Quadri (Co-Präsident), Carolina Sanchez, Rafael Kouto, Neda Zanetti unter der künstlerischen Leitung von Yimei Zhang.

## Geschichte
la rada entstand als Privatinitiative von Tina Stolz, die den Raum zunächst in einer Wohnung in der Altstadt von Locarno betrieb und das Programm sowie die Miete aus eigenen Mitteln finanzierte. Die inhaltlichen Schwerpunkte lagen in den Anfangsjahren auf experimenteller Musik und visueller Poesie, inspiriert auch durch Persönlichkeiten wie Franco Beltrametti.
Ab Mitte der 1990er Jahre entwickelte sich lla rada zu einem wichtigen Treffpunkt für künstlerische und kulturelle Netzwerke, die weit über die Region hinausreichten. In dieser Zeit fanden auch erste Kunsthappenings wie die von Riccardo Lisi kuratierte „Tunnel d’Arte“-Reihe statt, die als Impuls für eine alternative, junge Kunstszene im Tessin galt.
Mit dem Einstieg von Noah Stolz Anfang der 2000er Jahre verlagerte sich der Schwerpunkt auf zeitgenössische bildende Kunst und internationale Kooperationen. Stolz professionalisierte die Organisation, akquirierte Fördermittel und öffnete la rada für ein breiteres Publikum. Trotz wachsender Anerkennung blieb die Finanzierung prekär, da öffentliche Förderungen meist projektbezogen und nicht strukturell ausgerichtet waren.
Ab 2010 übernahm Riccardo Lisi die Leitung, nachdem das bisherige Komitee aufgrund fehlender finanzieller Perspektiven einen Rückzug erwogen hatten.

## Prägende Persönlichkeiten des Vereins
- Tina Stolz (Gründerin, Leitung bis ca. 2003, Schwerpunkt experimentelle Musik, Poesie und Austausch zwischen Kulturen)
- Der 1996 gegründete Kulturraum la rada in Locarno, unterstützt von der Associazione la rada, fördert den kulturellen Austausch über sprachliche und geographische Grenzen, sowie zwischen verschiedenen Ausdrucksformen. Schwerpunkte im experimentellen Bereich der Musik, Poesie, Installation, Performance. Jährliches Poesiefestival "percorsi poesia locarno".
- Noah Stolz (Leitung und Kurator 2004–2012, Schwerpunkt zeitgenössische Kunst und internationale Vernetzung)
- Noah Stolz (* 1976) arbeitet als freier Kurator und Kunstkritiker. Er betrieb den unabhängigen Ausstellungsraum La Rada in Locarno zusammen mit Anne-Laure Stolz. Noah Stolz ist Mitglied der Berner Stiftung Kunst Heute und schreibt regelmässig für das Kunstbulletin und andere Fachmagazine. Er hat viele Gruppen- und Einzelausstellungen kuratiert mit KünstlerInnen wie Roberto Cuoghi, David Renggli, Andrea Sala, Lex Vögtli, Hiraki Sawa, Miguel Aangel Rios, Enrico Ghezzi, Sonja Feldmeier, Stephane Kropf, Giancarlo Norese, Geneviève Favre, Peter Aerschmann, Carlo Zanni, Alexandre Joly, Angelika Markul, Carl June, Javier Pnafiel.
- Agnese Z’graggen (Vorstand, Künstlerin und Performerin, Schwerpunkt Vernetzung im Tessin)
- Miki Tallone (Grafik, Künstlerin, realisierte raumspezifische Installationen)
- Riccardo Lisi (Kurator und Leiter ab 2010, zuvor Initiator der „Tunnel d’Arte“-Reihe)

Das aktuelle Team von la rada Stand 2022 bestand aus Alessio Binda (Co-Präsident), Geo Quadri (Co-Präsident), Carolina Sanchez, Rafael Kouto, Neda Zanetti unter der künstlerischen Leitung von Yimei Zhang.

## Wirkung im Tessin und internationale Sichtbarkeit
Das grundsätzliche Fehlen eines spezialisierten Netzwerks im Tessin hat la rada dazu bewogen, seinen Wirkungsbereich zu erweitern und Kooperationen mit etablierten, international renommierten Initiativen wie dem Filmfestival Locarno, Festival Babel in Bellinzona und mit anderen aufzubauen. Angefangen mit der italienischen Zeitschrift Mousse zu unabhängigen Kunsträumen, der Schweizerischen Skulpturenausstellung Biel und dem Festival Les Urbaines in Lausanne. Paradoxerweise ist la rada auf halbem Weg zwischen einer Kunsthalle und einem von Künstlern betriebenen Raum positioniert; das bedeutet, dass seine Arbeitsweise sowohl einen starken Geist der Zusammenarbeit mit den Künstlern vereint als auch gleichzeitig ein Netzwerk von Kooperationen gewährleistet, das es ermöglicht, Ausstellungen zu zeigen, die in anderen Kunsträumen produziert wurden.
La Rada nimmt in der Region eine Schlüsselrolle ein, da es im Tessin keine klassische Kunsthalle gibt. Der Raum fördert aktiv den Austausch zwischen der lokalen und internationalen Kunstszene durch Kooperationen, Ausstellungen mit internationalen Gästen und die Teilnahme an Kunstmessen und Festivals. Sichtbarkeit in den neuen Medien und innovative Formate tragen zusätzlich zur internationalen Wahrnehmung bei. Wie viele selbstorganisierte Kunsträume sieht sich la Rada mit strukturellen Finanzierungsproblemen konfrontiert. Öffentliche und private Fördermittel sind meist projektgebunden und decken keine laufenden Kosten oder Löhne, was eine nachhaltige Professionalisierung erschwert (vgl. Rachel Mader, Sarah Merten).

## Ausstellungen
kuratiert von Tina Stolz
Fokus auf experimentelle Musik, konkrete und visuelle Poesie, erste Ausstellungen und Happenings, Wanderausstellungen
- 1996: Beteiligung an Tunnel d’Arte (Porlezza, kuratiert von Riccardo Lisi)
- 1996: Olivia Heussler. Di Tanto in Tanto - fotografie. De Temps en Temps - photographie
- 1997: Olivia Heussler. Per chi suona la sirena. Una giornata di lavoro in Svizzera
- 1997: Wanderausstellung, Rosae rosarum rosis rosas rosae rosis. Giancarlo Bisi, Jo Bressani, Giuseppe De Giacomi, Franco Lafranca, Marco Massimo Verzasconi[8]
- 1997: Loredana Selene Ricca. Per filo e per nodo
- 1998: Zweite Ausgabe Tunnel d’Arte (Höhlensystem, Italien)
- 2001: I sogni di Alice, Paolo Mazzuchelli[9]
- 2002: Gioielli di una notte – Performanceprojekt von Agnese Z’graggen, kuratiert von Tina Stolz

Ein weiterer Schwerpunkt lag auf Publikationen
kuratiert von Noah Stolz, von 2010 bis 2011 zusammen mit Patrick Gosatti
Diverse Gruppenausstellungen mit jungen Künstler*innen aus dem Tessin, Italien und der Schweiz
- 2003: Großausstellung im Untergeschoss des Industriegebäudes der Maggiatalbahn, mit internationalen Gästen
- 2006: Ecoillogico. Il museo insostenibile – Gruppenausstellung, kuratiert von Noah Stolz, mit Fokus auf Nachhaltigkeit und künstlerische Forschung.[11]
- 2006: Modest Modernisme. Daniel Robert Hunziker, Peter Stoffel
- 2007: Loredana Sperini, Didier Rittener, Judith Albert, Fabrizio Giannini, Frank & Patrick Riklin[12]
- 2008: Nils Nova. Similar Encounter[13]
- 2008: Art Cannot Be Untaught[14]
- 2008: Il mare mi ha rifiutato. Marco Poloni[15]
- 2009: Le invasioni barbariche
- 2009: La talpa. Katia Bassanini & Sylvie Baumann[16]
- 2009: Barnum Effect. Kerim Seiler
- 2009: Johannes Gees: Final Fantasy[17]

- 2010: Fare Spazio  – Ausstellung und raumspezifische Installation von Miki Tallone und Zimoun zum Thema Raum, Objekt und Erinnerung[18]
- 2010: Dating Greek and Other Beauties[5]
- 2011: Silent is sexy. Giona Bernardi, Thomas Bonny, Collectif Fact, Umberto de Martino, Nina Haab, Luc Mattenberger, Samoa Rémy
- 2011: Die vergessenen Jahre der besten Bücher der Schweiz:1946,1947,1948.  Mit Roland Früh, Corina Neuenschwander und Jenny Eneqvist. Katalog[19]
- 2011: Schwebende Räume, Zusammenarbeit mit Argos (BXL) und Lux (UK). Off-Programmierung von Videokunst  während des Locarno Festivals.
- 2011: Luc Mattenberger. Siren Backpack[20]
- 2011: The short and the long of it (4.0). Uriel Orlow
- 2011: Floating Spaces – Videokunstprogramm in Zusammenarbeit mit Argos (Brüssel) und Lux (UK) während des Locarno Festivals.[21]

kuratiert von Riccardo Lisi
- 2012: From Acapulco to Zanzibar, 2012, collaboration Claudia Comte, Guillaume Pilet[23]

- 2012: La Gran Secca – Einzelausstellung von Lucas Herzig[24]
- 2013: The State of Making Things. La rada. Locarno Film Festival.[25][26]
- 2013: Jump cut. Sonja Kacem[27]
- 2017: Oscillatione – Gruppenausstellung
- 2017: Solidi Platoonici, kuratiert mit Clarissa Chiaese
- 2017: you you can can not not have have both[28], Elodie Pong, Sophie Jung
- 2018: Cà da l’Om – Einzelausstellung von Dona De Carli
- 2019: La Rada 23 – Jubiläumsausstellung zum 23-jährigen Bestehen
- 2018: META-PAINTING, kuratiert von Clarissa Chiaese[29]
- 2019: Import Export, mit Yimei Zhang
- 2019: Delphine Chapuis Schmitz, Simon Ledergerber. Vibrating Zone[30]
- 2020: Dove siamo – Gruppenausstellung mit Fokus auf lokale Kunstschaffende
- 2020: the way we walk[31]
- 2021: Risonanze – Ausstellung zu Klangkunst und Performance
- 2022: Icone Vegetali – Gruppenausstellung unter der künstlerischen Leitung von Yimei Zhang
- 2023: 室内景观 (PAYSAGES INTÉRIEURS), a cura di Yimei Zhang, Neda Zanetticon: Caroline Bachmann, Vera Trachsel, Enea Toldo and Yuwei Gong[32]
- 2024: Onde di sé: Sound Echoes, Listening Spaces. Isotta Regazzoni, Laurent Güdel, Juliette Henrioud.
- 2024: MICRORACCONTI,  Yimei Zhang, Nadia Peter.[33]

- 2024: An elusive elsewhere  Diese Ausstellung widmet sich aktuellen Tendenzen der Gegenwartskunst und bringt verschiedene Künstler*innen zusammen, die sich mit Fragen von Identität, Raum und gesellschaftlichem Wandel auseinandersetzen.[34]
- 2025: Guerre  Mit dieser Ausstellung setzt sich La Rada mit dem Thema "Krieg" auseinander – sowohl im wörtlichen als auch im übertragenen Sinn. Es werden künstlerische Arbeiten gezeigt, die Konflikte, Widerstand und gesellschaftliche Spannungen reflektieren.[35][36]